# Поклонный крест

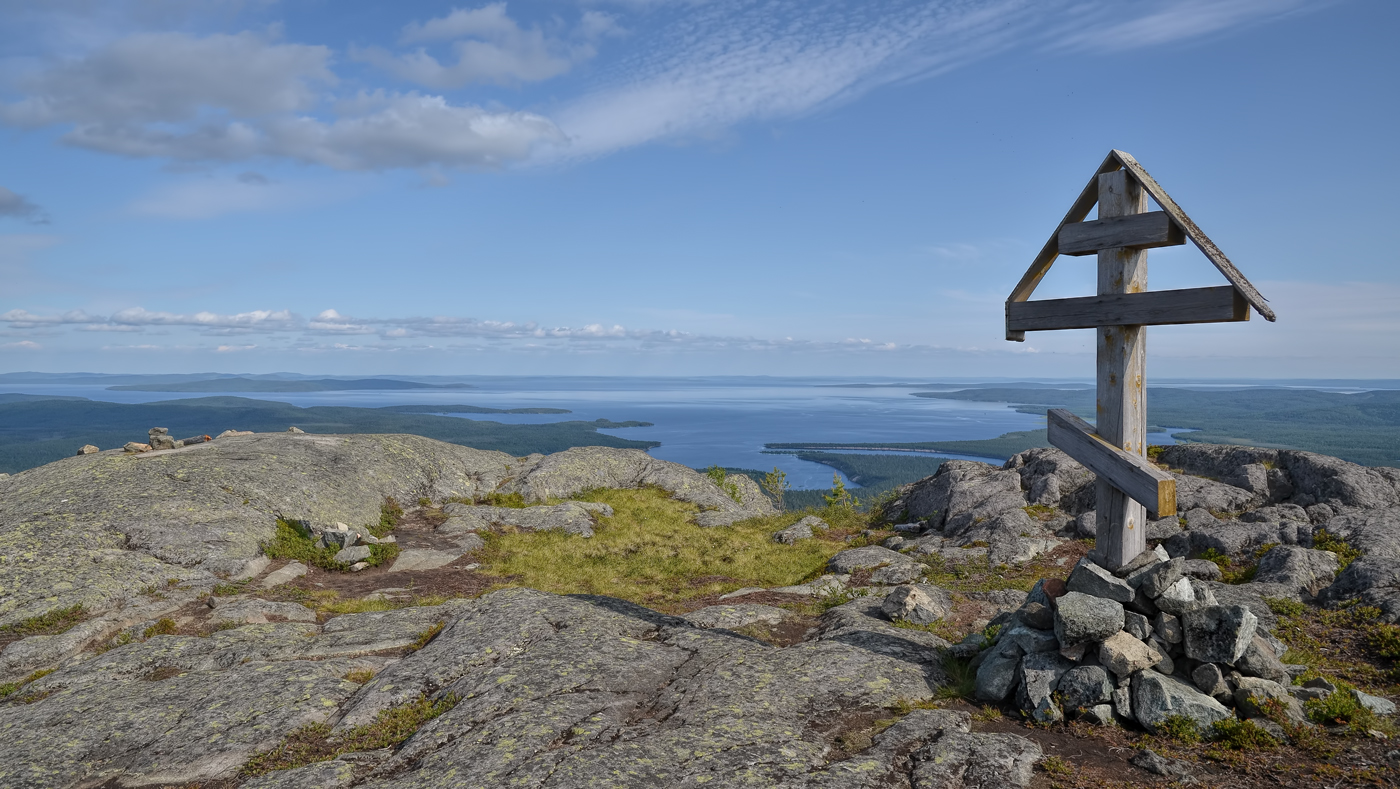
Паанаярви (национальный парк)

Покло́нный крест (обетный крест) — монументальное сооружение в виде креста.
Имеют восьмиконечную или четырёхконечную форму. Иногда имеют «крышу» (голубец) и прикреплённые иконы. Своей плоскостью такой крест ориентировался на восток, при этом приподнятый конец его перекладины должен был указывать на север. Часто при установке креста у его подножия делалось возвышение, символизировавшее Голгофу — место распятия Господа Иисуса Христа. Основанием подобного возвышения служили горсти земли, приносимые на место установки креста участниками этой христианской традиции. Возводятся на открытой часто возвышенной местности из камня или дерева и достигают высоты нескольких метров (4-12 м). Возле поклонных крестов обыкновенно совершаются молебны. Ставятся поклонные кресты по случаю избавления от напастей, на месте гибели христиан, для ориентировки на местности (в поморской культуре). Часто поклонные кресты ставят на месте уничтоженного или будущего храма для обозначения сакрального места. По православному преданию, традиция возведения поклонных крестов восходит к апостолу Андрею во время его пребывания «на Киевских горах».
Традиция установки поклонных крестов принята у православных, католиков, протестантов и других христианских конфессий.

## Разновидности поклонных крестов

### Памятный крест
Памятные кресты устанавливали в память о важных исторических событиях (en:Ruckenkreuz), по случаю избавления от напастей, в честь воинских побед или личных достижений (см. Стреженский крест). Установка могла быть оплачена как частным лицом, так и общиной.

### Примирительный крест
Другое название — искупительный крест (pl:Średniowieczny krzyż kamienny w Kijowicach). Каменный крест, чаще высотой около 100 см и шириной до 60 см, с надписями или орнаментом. Традиция ставить примирительные кресты была широко распространена в центральной и западной Европе (с пиком популярности с XIII по XV век, хотя практиковалось до XIX века): сохранилось порядка 7000 примирительных крестов разных форм и размеров, при том, что на протяжении веков эти кресты активно перемещали, использовали как строительный материал или уничтожали.
Основной мотив установки примирительного креста — раскаяние в совершённом убийстве (когда крест возведён добровольно), или как искупление. По средневековым законам, убийца мог уладить дело с родственниками убитого — в таком случае, он должен был оплатить похороны, судебные издержки и назначенную компенсацию семье убитого. Но канонические законы позволяли родственникам требовать от убийцы ещё и установки каменного креста.
Крест обыкновенно размещали на обочинах и развилках дорог вблизи места преступления — как напоминание о скоротечности земной жизни и как приглашение помолиться за души как жертвы, так и убийцы, обреченного на вечные муки.

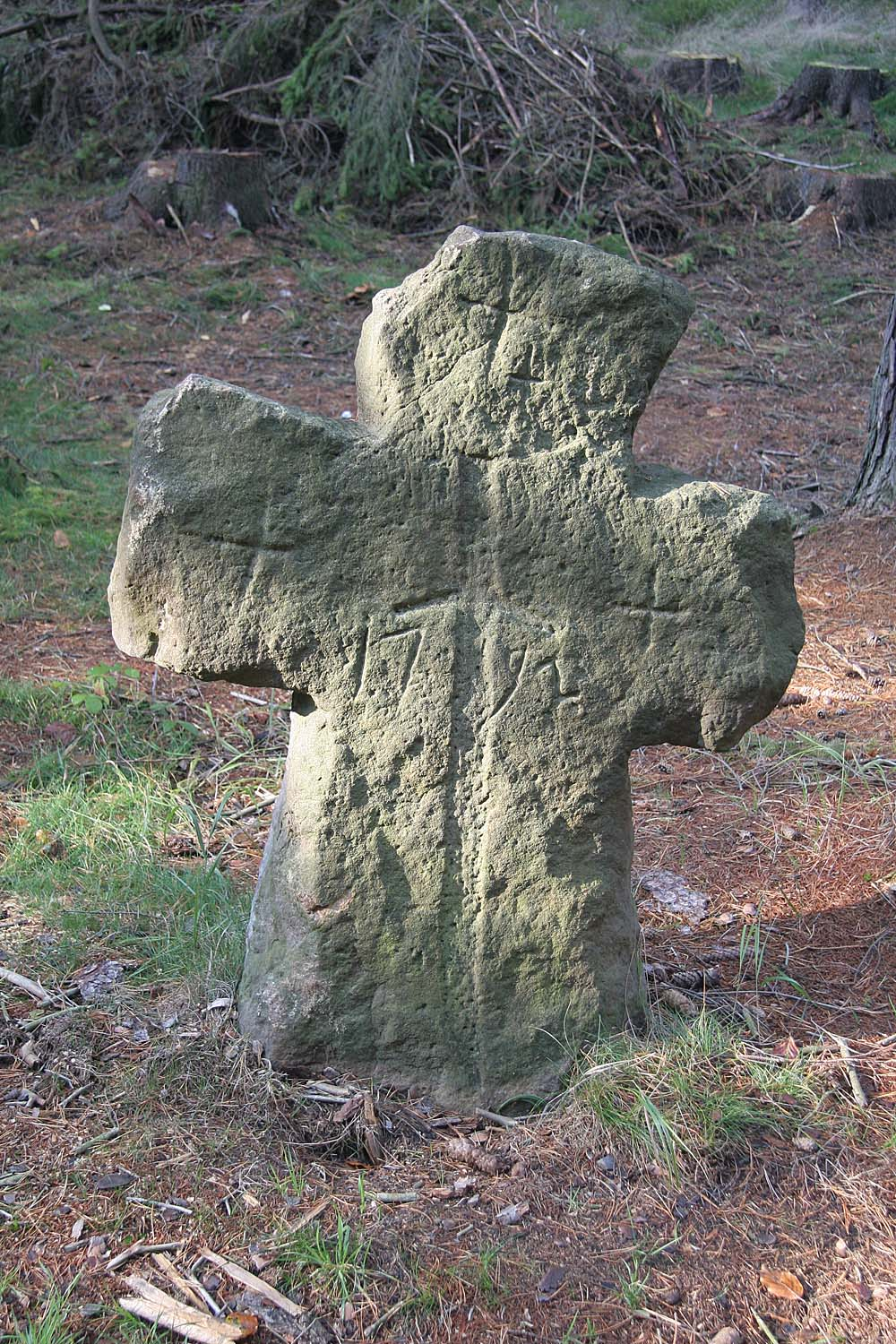
Примирительный крест в районе Дечин, Чехия
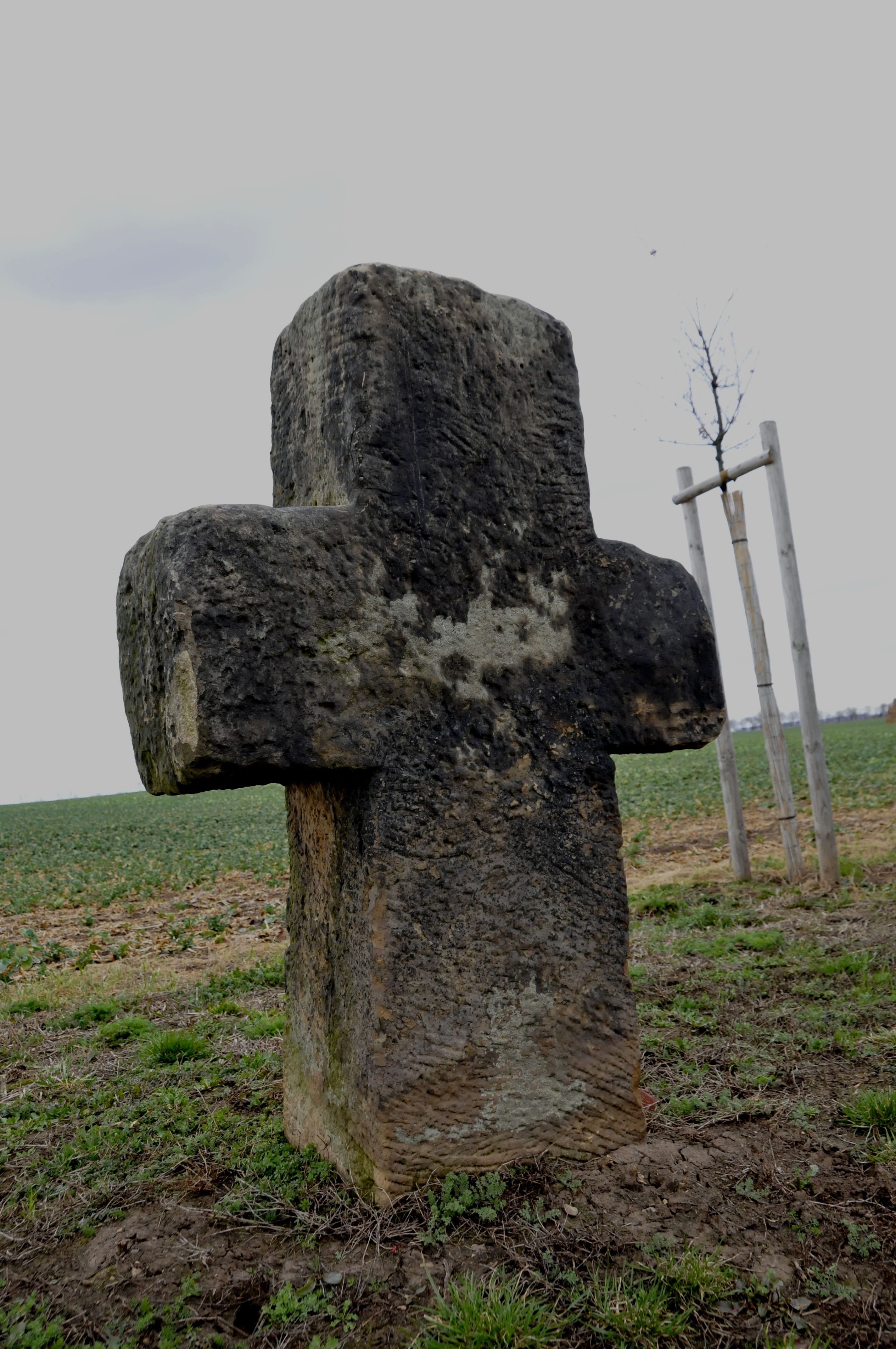
Примирительный крест в de:Клайнретбахе, Германия
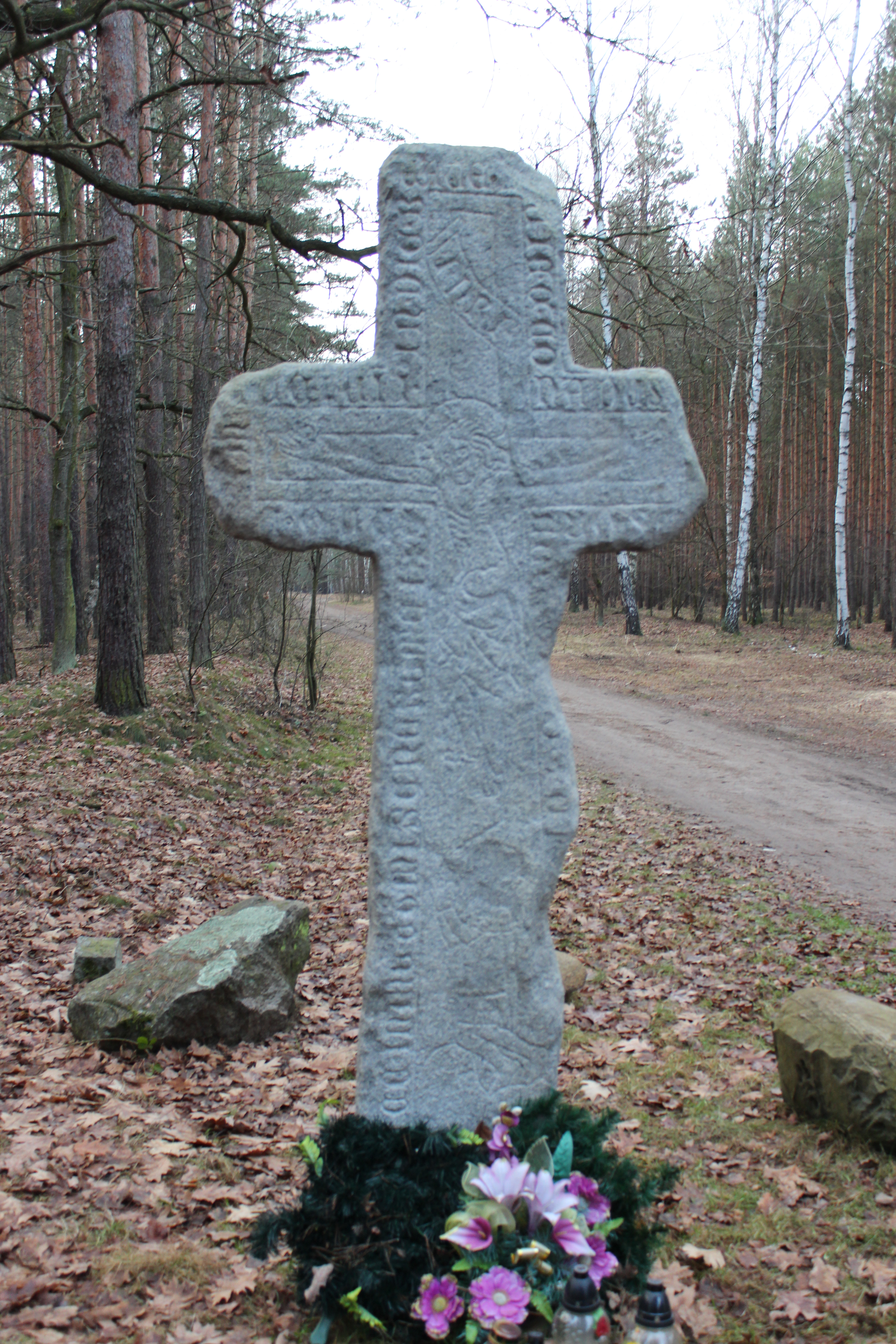
Примирительный крест в pl:Киёвице, Польша

### Приметный крест
Приметный крест — один из основных элементов навигационной практики поморов. 
Приметные кресты были исключительным явлением, не имевшим аналога как в общерусской, так и в мировой практике судовождения. Время возникновения этой традиции неизвестно, но в XVI веке она уже была распространена.